# Чемпіонат Запорізької області з футболу
Чемпіонат Запорізької області з футболу — обласні футбольні змагання серед аматорських команд. Проводяться під егідою Федерації футболу Запорізької області.

## Усі переможці
| Сезон        | Чемпіон                                  | 2 місце                          | 3 місце                                  |
| 1939         | «Локомотив» (м. Запоріжжя)               |                                  |                                          |
| 1940         | «Локомотив» (м. Запоріжжя)               |                                  |                                          |
| 1945         | «Локомотив» (м. Запоріжжя)               |                                  |                                          |
| 1946         | «Більшовик» (м. Запоріжжя)               |                                  |                                          |
| 1947         | «Трактор» (м. Осипенко)                  |                                  |                                          |
| 1948         | «Трактор» (м. Осипенко)                  |                                  |                                          |
| 1949         | «Сталь» (м. Запоріжжя)                   |                                  |                                          |
| 1950         | «Металург» (м. Запоріжжя)                |                                  |                                          |
| 1951         | «Стріла» (м. Запоріжжя)                  |                                  |                                          |
| 1952         | «Машинобудівник» (м. Запоріжжя)          |                                  |                                          |
| 1953         | «Машинобудівник» (м. Запоріжжя)          |                                  |                                          |
| 1954         | «Машинобудівник» (м. Запоріжжя)          |                                  |                                          |
| 1955         | «Машинобудівник» (м. Запоріжжя)          |                                  |                                          |
| 1956         | «Буревісник» (м. Мелітополь)             |                                  |                                          |
| 1957         | «Колгоспник» (м. Мелітополь)             |                                  |                                          |
| 1958         | «Авангард» (м. Великий Токмак)           |                                  |                                          |
| 1959         | «Машинобудівник» (м. Запоріжжя)          |                                  |                                          |
| 1960         | «Буревісник» (м. Мелітополь)             | «Авангард» (м. Мелітополь)       |                                          |
| 1961         | «Буревісник» (м. Мелітополь)             |                                  |                                          |
| 1962         | «Азовець» (м. Бердянськ)                 |                                  |                                          |
| 1963         | «Стріла» (м. Запоріжжя)                  |                                  |                                          |
| 1964         | «Стріла» (м. Запоріжжя)                  |                                  |                                          |
| 1965         | «Стріла» (м. Запоріжжя)                  |                                  |                                          |
| 1966         | «Стріла» (м. Запоріжжя)                  |                                  |                                          |
| 1967         | «Титан» (м. Запоріжжя)                   |                                  |                                          |
| 1968         | «Метеор» (м. Запоріжжя)                  |                                  |                                          |
| 1969         | «Торпедо» (м. Мелітополь)                |                                  |                                          |
| 1970         | «Титан» (м. Запоріжжя)                   |                                  |                                          |
| 1971         | «Титан» (м. Запоріжжя)                   |                                  |                                          |
| 1972         | «Гірник» (м. Дніпрорудне)                |                                  |                                          |
| 1973         | «Гірник» (м. Дніпрорудне)                |                                  |                                          |
| 1974         | «Комунар» (м. Запоріжжя)                 | «Торпедо» (м. Мелітополь)        | «Азовець» (м. Бердянськ)                 |
| 1975         | «Трансформатор» (м. Запоріжжя)           | «СДЮШОР-Металург» (м. Запоріжжя) | «Стріла» (м. Запоріжжя)                  |
| 1976         | «Трансформатор» (м. Запоріжжя)           |                                  |                                          |
| 1977         | «Титан» (м. Запоріжжя)                   | «Старт» (м. Запоріжжя)           | «Кристал» (м. Запоріжжя)                 |
| 1978         | «Старт» (м. Запоріжжя)                   |                                  |                                          |
| 1979         | «Старт» (м. Запоріжжя)                   |                                  |                                          |
| 1980         | «Титан» (м. Запоріжжя)                   | «Старт» (м. Запоріжжя)           | «Кристал» (м. Запоріжжя)                 |
| 1981         | «Старт» (м. Запоріжжя)                   | «Гірник» (м. Дніпрорудне)        | «Кристал» (м. Запоріжжя)                 |
| 1982         | «Гірник» (м. Дніпрорудне)                | «Старт» (м. Запоріжжя)           | «Кристал» (м. Запоріжжя)                 |
| 1983         | «Хімік» (м. Запоріжжя)                   | «Гірник» (м. Дніпрорудне)        | «Торпедо» (м. Мелітополь)                |
| 1984         | «Торпедо» (м. Мелітополь)                | «Трансформатор» (м. Запоріжжя)   | «Старт» (м. Запоріжжя)                   |
| 1985         | «Кристал» (м. Запоріжжя)                 | «Старт» (м. Запоріжжя)           | «Гірник» (м. Дніпрорудне)                |
| 1986         | «Трансформатор» (м. Запоріжжя)           | «Старт» (м. Запоріжжя)           | «Орбіта» (м. Запоріжжя)                  |
| 1987         | «Торпедо» (м. Бердянськ)                 | «Кристал» (м. Запоріжжя)         | «Старт» (м. Запоріжжя)                   |
| 1988         | «Енергія» (м. Бердянськ)                 | «Старт» (м. Запоріжжя)           | «Прогрес» (смт Приазовське)              |
| 1989         | «Трансформатор» (м. Запоріжжя)           | «Торпедо» (м. Бердянськ)         | «Прогрес» (смт Приазовське)              |
| 1990         | «Металург-резерв» (м. Запоріжжя)         | «Орбіта» (м. Запоріжжя)          | «Дизеліст» (м. Токмак)                   |
| 1991         | «Орбіта» (м. Запоріжжя)                  | «Дружба» (с. Осипенко)           | «Енергія» (м. Бердянськ)                 |
| 1992         | «Торпедо» (м. Мелітополь)                | «Дизеліст» (м. Токмак)           | «Стріла-Мотор Січ» (м. Запоріжжя)        |
| 1992/93      | «Віктор» (м. Запоріжжя)                  |                                  | «Енергія» (м. Бердянськ)                 |
| 1993/94      |                                          | «Енергія» (м. Бердянськ)         |                                          |
| 1994/95      | «ЗАлК» (м. Запоріжжя)                    | «Енергія» (м. Бердянськ)         |                                          |
| 1995/96      |                                          |                                  |                                          |
| 1996/97      | «ЗАлК» (м. Запоріжжя)                    |                                  |                                          |
| 1997/98      | «ЗАлК» (м. Запоріжжя)                    | «Мотор-Січ» (м. Запоріжжя)       | «Будтрансгаз» (м. Оріхів)                |
| 1998/99      | «ЗАлК» (м. Запоріжжя)                    | «Мотор-Січ» (м. Запоріжжя)       | «Таврія» (с. Новомиколаївка)             |
| 1999 (осінь) | «ЗАлК» (м. Запоріжжя)                    | «Зірка» (м. Запоріжжя)           | «Мотор-Січ» (м. Запоріжжя)               |
| 2000         | «ЗАлК» (м. Запоріжжя)                    | «Таврія» (с. Новомиколаївка)     | «Мотор-Січ» (м. Запоріжжя)               |
| 2001         | «Роза вітрів» (м. Гуляйполе)             |                                  |                                          |
| 2002         | «ЗАлК» (м. Запоріжжя)                    |                                  |                                          |
| 2003         | «ЗАлК» (м. Запоріжжя)                    | «ЗІГМУ-Спартак» (м. Запоріжжя)   | «Роза вітрів» (м. Гуляйполе)             |
| 2004         | «ЗІГМУ-Спартак» (м. Запоріжжя)           | «Таврія» (с. Новомиколаївка)     | «Мотор-Січ» (м. Запоріжжя)               |
| 2005         | ФК «Петрівка» (с. Петрівка)              |                                  |                                          |
| 2006         | «Динамо» (м. Запоріжжя)                  | ФК «Петрівка» (с. Петрівка)      | «Ілліч-Осипенко» (с. Осипенко)           |
| 2007         | «Ілліч-Осипенко» (с. Осипенко)           | ФК «Петрівка» (с. Петрівка)      | «Спартак-ЗІГМУ» (м. Запоріжжя)           |
| 2008         | «Ілліч-Осипенко» (с. Осипенко)           | ФК «Петрівка» (с. Петрівка)      | «Спартак-КПУ» (м. Запоріжжя)             |
| 2009         | «Ілліч-Осипенко» (с. Осипенко)           | «Вікторія» (с. Довге)            | «Спартак-КПУ» (м. Запоріжжя)             |
| 2010         | «Мотор» (м. Запоріжжя)                   | «Ілліч-Осипенко» (с. Осипенко)   | «Таврія» (с. Новомиколаївка)             |
| 2011         | «Мелітопольська черешня» (м. Мелітополь) | «Мотор» (м. Запоріжжя)           | ФК «Петрівка» (с. Петрівка)              |
| 2012         | «Мотор-Січ» (м. Запоріжжя)               | «Таврія-Скіф» (с. Роздол)        | «Вектор» (с. Богатирівка)                |
| 2013         | «Мелітопольська черешня» (м. Мелітополь) | «Вектор» (с. Богатирівка)        | «Мотор» (м. Запоріжжя)                   |
| 2014         | «Таврія-Скіф» (с. Роздол)                | «Мотор» (м. Запоріжжя)           | «Вектор» (с. Богатирівка)                |
| 2015         | «Таврія-Скіф» (с. Роздол)                | «Вектор» (с. Богатирівка)        | «Мотор» (м. Запоріжжя)                   |
| 2016         | «Таврія-Скіф» (с. Роздол)                | «Мотор» (м. Запоріжжя)           | «Мелітопольська черешня» (м. Мелітополь) |
| 2017         | «Таврія-Скіф» (с. Роздол)                | «Мотор» (м. Запоріжжя)           | «Портовик» (м. Маріуполь Донецької обл.) |
| 2018         | «Мотор» (м. Запоріжжя)                   | «Таврія-Скіф» (с. Роздол)        | «Портовик» (м. Маріуполь Донецької обл.) |
| 2019         | «Мотор» (м. Запоріжжя)                   | «Таврія-Скіф» (с. Роздол)        | «Портовик» (м. Маріуполь Донецької обл.) |
| 2020         | «Мотор» (м. Запоріжжя)                   | «Ольвія» (с. Чкалове)            | «Таврія-Скіф» (с. Роздол)                |
| 2021         |                                          |                                  |                                          |
| 2022         |                                          |                                  |                                          |
| 2023         |                                          |                                  |                                          |
| 2024         |                                          |                                  |                                          |
| 2025         |                                          |                                  |                                          |